# Буяницы
Буя́ницы — деревня в Бегуницком сельском поселении Волосовского района Ленинградской области.

## История
Впервые упоминается в Писцовой книге Водской пятины 1500 года как сельцо Баяницы в Григорьевском Льешском погосте.
Затем как деревня Buianitza by в Григорьевском погосте в шведских «Писцовых книгах Ижорской земли» 1618—1623 годов.
Обозначена на карте Ингерманландии А. И. Бергенгейма, составленной по материалам 1676 года, как деревня Bujanitsa.
На шведской «Генеральной карте провинции Ингерманландии» 1704 года — как деревня Buranits.
Деревня Барониц обозначена на «Географическом чертеже Ижорской земли» Адриана Шонбека 1705 года.
На карте Санкт-Петербургской губернии Я. Ф. Шмидта 1770 года она обозначена как церковная деревня Буяницы.
На карте Санкт-Петербургской губернии Ф. Ф. Шуберта 1834 года — как деревня Буяницы при мызе помещика Гагемейснера, насчитывающая 20 дворов.

БУЯНИЦЫ — деревня принадлежит жене капитана 1-го ранга Гагмейстер, число жителей по ревизии: 39 м. п., 52 ж. п. (1838 год)

В пояснительном тексте к этнографической карте Санкт-Петербургской губернии П. И. Кёппена 1849 года она записана как деревня Bujanitz (Буяницы) и указано её население на 1848 год: савакотов — 3 м. п., 9 ж. п., всего 12 человек, остальные русские.
На карте профессора С. С. Куторги 1852 года обозначена деревня Буяницы, также состоящая из 20 дворов.

БУЯНИЦЫ — деревня вдовы флота капитана 1-го ранга Гагеймейстер, 27 вёрст по почтовому тракту, а остальное по просёлочной, число дворов — 16, число душ — 25 м. п. (1856 год)

БУЯНИЦЫ I — деревня, число жителей по X-ой ревизии 1857 года: 34 м. п., 42 ж. п., всего 76 чел.

БУЯНИЦЫ II — деревня, число жителей по X-ой ревизии 1857 года: 17 м. п., 18 ж. п., всего 35 чел.

- Деревня Буяницы на карте 1860 года

Согласно «Топографической карте частей Санкт-Петербургской и Выборгской губерний» 1860 года деревня Буяницы состояла из 18 крестьянских дворов и мызы.

БУЯНИЦЫ — мыза владельческая при колодце, по 1-й Самерской дороге в 40 верстах от Ямбурга, число дворов — 3, число жителей: 4 м. п., 6 ж. п.;

БУЯНИЦЫ — деревня владельческая при колодце, по 1-й Самерской дороге в 40 верстах от Ямбурга, число дворов — 17, число жителей: 66 м. п., 76 ж. п.; Часовня. (1862 год)

В 1871—1874 годах временнообязанные крестьяне деревни выкупили свои земельные наделы у А. А. Гагенмейстер и стали собственниками земли.

БУЯНИЦЫ I — деревня, по земской переписи 1882 года: семей — 19, в них 48 м. п., 51 ж. п., всего 99 чел.

БУЯНИЦЫ II — деревня, по земской переписи 1882 года: семей — 12, в них 27 м. п., 31 ж. п., всего 58 чел.

Согласно материалам по статистике народного хозяйства Ямбургского уезда 1887 года мыза Буяницы площадью 201 десятина принадлежала крестьянину Лифляндской губернии Г. А. Эрлиху, мыза была приобретена в 1880 году за 11 000 рублей.

БУЯНИЦЫ I — деревня, число хозяйств по земской переписи 1899 года — 21, число жителей: 47 м. п., 60 ж. п., всего 107 чел.; разряд крестьян: бывшие владельческие; народность: русская

БУЯНИЦЫ II — деревня, число хозяйств по земской переписи 1899 года — 10, число жителей: 27 м. п., 24 ж. п., всего 51 чел.; разряд крестьян: бывшие владельческие; народность: русская — 48 чел., финская — 3 чел.

В конце XIX — начале XX века деревня административно относилась к Княжевской волости 1-го стана Ямбургского уезда Санкт-Петербургской губернии.
В 1904 году в деревне проживали три эстонца.
По данным «Памятной книжки Санкт-Петербургской губернии» за 1905 год мызой Буяницы площадью 184 десятины владели: землемер Вольдемар Юлиус Таль и цеховой из города Валка Фридрих Таль.
С 1917 по 1923 год деревня Буяницы входила в состав Княжевско-Ильешской волости Кингисеппского уезда.
С 1923 года в составе Врудской волости.
С 1924 года в составе Смедовского сельсовета.
Согласно переписи населения СССР 1926 года в деревне Буяницы Смедовского сельсовета Врудской волости Кингисеппского уезда проживали 145 человек, большинство русские, а также финны.
С 1927 года в составе Молосковицкого района.
В 1928 году население деревни Буяницы также составляло 145 человек.
- План деревни Буяницы. 1930 год

Согласно топографической карте 1930 года деревня насчитывала 42 крестьянских двора.
С 1931 года в составе Волосовского района.
По данным 1933 года деревня Буяницы входила в состав Смедовского сельсовета Волосовского района.
C 1 августа 1941 года по 31 января 1944 года деревня находилась в оккупации.
С 1954 года в составе Чирковицкого сельсовета.
С 1963 года в составе Кингисеппского района.
С 1965 года вновь в составе Волосовского района. В 1965 году население деревни Буяницы составляло 87 человек.
По данным 1966, 1973 и 1990 годов деревня Буяницы также входила в состав Чирковицкого сельсовета.
В 1997 году в деревне Буяницы проживали 18 человек, в 2002 году — 29 человек (русские — 86 %), деревня входила в Чирковицкую волость.
В 2007 году в деревне проживали 20 человек, в 2010 году — 24 человека, деревня входила в состав Зимитицкого сельского поселения.
7 мая 2019 года деревня вошла в состав Бегуницкого сельского поселения.

## География
Деревня расположена в северо-западной части района на автодороге 41К-043 (Карстолово — Терпилицы).
Расстояние до административного центра поселения — 6 км.
Расстояние до ближайшей железнодорожной станции Волосово — 26 км.

## Демография
| 1838 | 1857 | 1862 | 1882 | 1899 | 1928 | 1965 |
| ---- | ---- | ---- | ---- | ---- | ---- | ---- |
| 91   | ↗111 | ↗153 | ↗157 | ↗158 | ↘145 | ↘87  |
| 1997 | 2002 | 2007 | 2010 | 2013 | 2017 |      |
| ↘18  | ↗29  | ↘20  | ↗24  | ↗31  | ↗42  |      |

### Национальный состав
Согласно данным Всероссийской переписи населения 2021 года в деревне проживали 39 человек, из них:
 русские — 27, молдаване — 10, белорусы — 1, украинцы — 1 человек.